# Quel caldo maledetto giorno di fuoco
Quel caldo maledetto giorno di fuoco è un film del 1968 diretto da Paolo Bianchini.

## Trama
Durante la Guerra di Secessione, Richard Gatling lavora a un'arma segreta che potrebbe decidere le sorti della guerra a favore degli stati nordisti: la mitragliatrice Gatling a ripetizione. Abraham Lincoln, il presidente dell'Unione, invia, pertanto, una commissione da Gatling per visionare l'arma. I membri della commissione, tuttavia, vengono assassinati di notte e Gatling viene rapito insieme alla sua invenzione. Solo due persone sopravvivono all'attentato: Pinkerton, capo dei Servizi Segreti, e il Capitano Chris Tanner. Quest'ultimo viene ritenuto colpevole degli omicidi e condannato a morte per impiccagione. Pinkerton, però, è convinto dell'innocenza di Tanner e organizza uno scambio segreto di prigionieri, facendo introdurre un altro uomo nella cella di Tanner al posto di quest'ultimo. Tanner, tornato libero, ha solo quattro settimane – il tempo che manca all'esecuzione – per salvare Gatling, recuperare la mitragliatrice prima che cada nelle mani dei Confederati, e dimostrare, così, la propria innocenza. Tanner scopre che Gatlin e la mitragliatrice sono nelle mani del brutale Tarpas, un mezzosangue indiano, e il nordista Rykert, anch'egli membro della commissione, che ha solo finto la sua morte. Il loro piano è quello di consegnare Gatling ai nordisti in cambio di un milione di dollari di riscatto e, inoltre, vendere, comunque, la sua invenzione ai sudisti. Chris Tanner cercherà di sventare il loro piano ma il compito si presenta molto arduo.